# Amegilla tubifera
Amegilla tubifera är en biart som först beskrevs av Cockerell 1933.  Amegilla tubifera ingår i släktet Amegilla och familjen långtungebin. Inga underarter finns listade i Catalogue of Life.